# Jugador del Año de la IHF
El IHF Jugador del Año es un premio que se reparte anualmente desde 1988 por la Federación Internacional de Balonmano (IHF) al mejor jugador de balonmano del año.
Dos jugadores masculinos han ganado el premio en tres ocasiones: el francés Nikola Karabatić (2007, 2014 y 2016) y el danés Mikkel Hansen (2011, 2015 y 2018), mientras que en categoría femenina, la jugadora rumana Cristina Neagu lo ha logrado en cuatro ocasiones (2010, 2015, 2016 y 2018).

## Palmarés

### Masculino

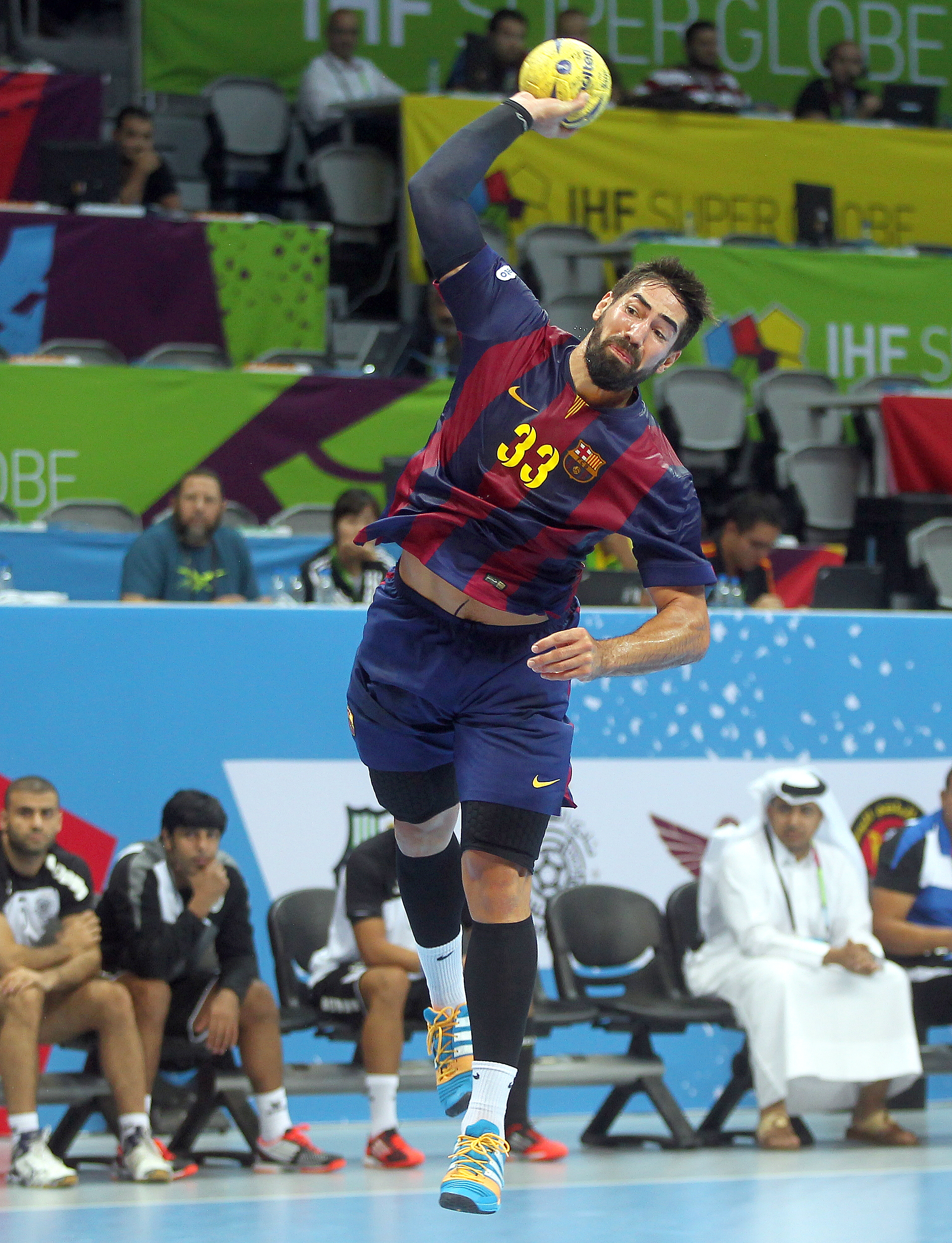
Nikola Karabatić ha logrado 3 galardones: 2007, 2014 y 2016.

| Año  | Ganador               | Segundo            | Tercero                                     |
| ---- | --------------------- | ------------------ | ------------------------------------------- |
| 1988 | Veselin Vujović       | -                  | -                                           |
| 1989 | Kang Jae-Won          | -                  | -                                           |
| 1990 | Magnus Wislander      | -                  | -                                           |
| 1991 | No se entregó         | No se entregó      | No se entregó                               |
| 1992 | No se entregó         | No se entregó      | No se entregó                               |
| 1993 | No se entregó         | No se entregó      | No se entregó                               |
| 1994 | Talant Dujshebaev (1) | -                  | -                                           |
| 1995 | Jackson Richardson    | -                  | -                                           |
| 1996 | Talant Dujshebaev (2) | -                  | -                                           |
| 1997 | Stéphane Stoecklin    | József Éles        | Yukihiro Hashimoto                          |
| 1998 | Daniel Stephan        | Stefan Lövgren     | Yoon Kyung-shin                             |
| 1999 | Rafael Guijosa        | Nedeljko Jovanović | Stefan Lövgren                              |
| 2000 | Dragan Škrbić         | Andréi Lavrov      | Christian Schwarzer                         |
| 2001 | Yoon Kyung-shin       | David Barrufet     | Stefan Lövgren                              |
| 2002 | Bertrand Gille        | Lars Christiansen  | Daniel Stephan                              |
| 2003 | Ivano Balić (1)       | Peter Gentzel      | Bruno Souza                                 |
| 2004 | Henning Fritz         | Juanín García      | Mirza Dzomba                                |
| 2005 | Arpad Šterbik         | Ivano Balić        | Mirza Dzomba                                |
| 2006 | Ivano Balić (2)       | Florian Kehrmann   | Ólafur Stefánsson                           |
| 2007 | Nikola Karabatić (1)  | Michael Knudsen    | Michael Kraus                               |
| 2008 | Thierry Omeyer        | -                  | -                                           |
| 2009 | Sławomir Szmal        | Nikola Karabatić   | Igor Vori                                   |
| 2010 | Filip Jícha           | Nikola Karabatić   | Thierry Omeyer                              |
| 2011 | Mikkel Hansen (1)     | Filip Jícha        | Nikola Karabatić Luc Abalo                  |
| 2012 | Daniel Narcisse       | Mikkel Hansen      | Julen Aguinagalde Filip Jícha Kim Andersson |
| 2013 | Domagoj Duvnjak       | Mikkel Hansen      | Arpad Šterbik                               |
| 2014 | Nikola Karabatić (2)  | Mikkel Hansen      | Thierry Omeyer                              |
| 2015 | Mikkel Hansen (2)     | Nikola Karabatić   | Domagoj Duvnjak                             |
| 2016 | Nikola Karabatić (3)  | Mikkel Hansen      | Andreas Wolff                               |
| 2017 | No se entregó         | No se entregó      | No se entregó                               |
| 2018 | Mikkel Hansen (3)     |                    |                                             |
| 2019 | Niklas Landin (1)     |                    |                                             |
| 2020 | No se entregó         | No se entregó      | No se entregó                               |
| 2021 | Niklas Landin (2)     |                    |                                             |
| 2022 | No se entregó         | No se entregó      | No se entregó                               |
| 2023 | Mathias Gidsel        |                    |                                             |
| 2024 | Mathias Gidsel        |                    |                                             |

### Femenino

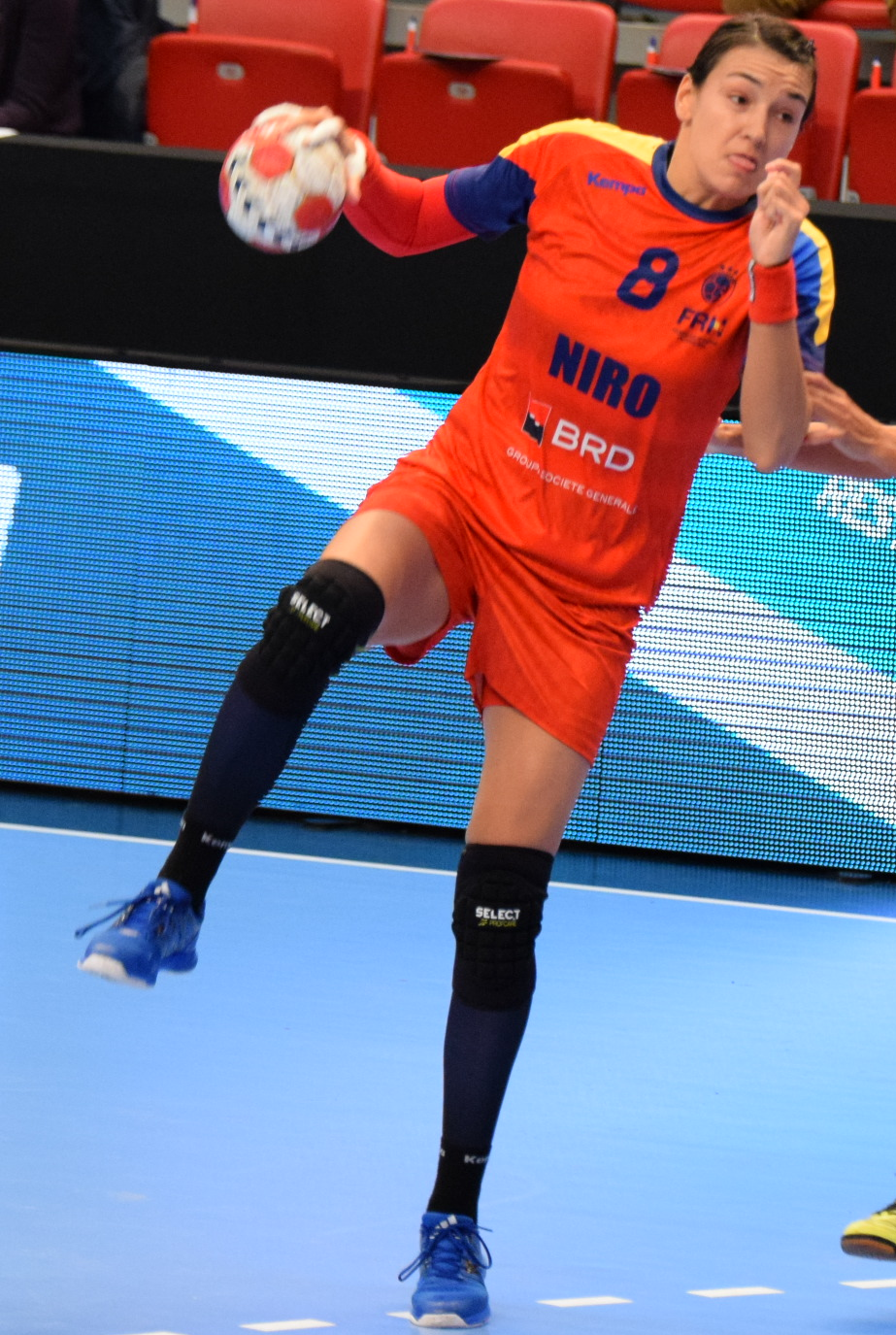
Cristina Neagu, ganadora del galardón en 2010, 2015 y 2016.

| Año  | Jugadora                | Nacionalidad  |
| ---- | ----------------------- | ------------- |
| 1988 | Svetlana Kitić          | Yugoslavia    |
| 1989 | Kim Hyun-mee            | Corea del Sur |
| 1990 | Jasna Kolar-Merdan      | Austria       |
| 1991 | No se votó              | No se votó    |
| 1992 | No se votó              | No se votó    |
| 1993 | No se votó              | No se votó    |
| 1994 | Mia Hermansson          | Suecia        |
| 1995 | Erzsébet Kocsis         | Hungría       |
| 1996 | Lim O-kyeong            | Corea del Sur |
| 1997 | Anja Andersen           | Dinamarca     |
| 1998 | Trine Haltvik           | Noruega       |
| 1999 | Ausra Fridrikas         | Austria       |
| 2000 | Bojana Radulovics (1)   | Hungría       |
| 2001 | Cecilie Leganger        | Noruega       |
| 2002 | Zhai Chao               | China         |
| 2003 | Bojana Radulovics (2)   | Hungría       |
| 2004 | Anita Kulcsár           | Hungría       |
| 2005 | Anita Görbicz           | Hungría       |
| 2006 | Nadine Krause           | Alemania      |
| 2007 | Gro Hammerseng          | Noruega       |
| 2008 | Linn-Kristin Riegelhuth | Noruega       |
| 2009 | Allison Pineau          | Francia       |
| 2010 | Cristina Neagu (1)      | Rumania       |
| 2011 | Heidi Løke              | Noruega       |
| 2012 | Alexandra do Nascimento | Brasil        |
| 2013 | Andrea Lekić            | Serbia        |
| 2014 | Eduarda Amorim          | Brasil        |
| 2015 | Cristina Neagu (2)      | Rumania       |
| 2016 | Cristina Neagu (3)      | Rumania       |
| 2017 | No se entregó           | No se entregó |
| 2018 | Cristina Neagu (4)      | Rumania       |
| 2019 | Stine Bredal Oftedal    | Noruega       |
| 2020 | No se entregó           | No se entregó |
| 2021 | Sandra Toft             | Dinamarca     |
| 2022 | No se entregó           | No se entregó |
| 2023 | Henny Reistad           | Noruega       |
| 2024 | Henny Reistad (2)       | Noruega       |

## Múltiples vencedores

### Masculino
| Jugador           | Veces ganador | Años ganador      |
| ----------------- | ------------- | ----------------- |
| Nikola Karabatić  | 3             | 2007, 2014 y 2016 |
| Mikkel Hansen     | 3             | 2011, 2015 y 2018 |
| Talant Dujshebaev | 2             | 1994 y 1996       |
| Ivano Balic       | 2             | 2003 y 2006       |
| Niklas Landin     | 2             | 2019 y 2021       |
| Mathias Gidsel    | 2             | 2023 y 2024       |

### Femenino
| Jugador           | Veces ganador | Años ganador            |
| ----------------- | ------------- | ----------------------- |
| Cristina Neagu    | 4             | 2010, 2015, 2016 y 2018 |
| Bojana Radulovics | 2             | 2000 y 2003             |
| Henny Reistad     | 2             | 2023 y 2024             |